# Pat Metheny Group (musikalbum)
Pat Metheny Group är Pat Metheny Groups självtitlade debutalbum, utgivet 1978 av ECM Records. Låten "Jaco" är tillägnad basisten Jaco Pastorius, för att Metheny tyckte att låten var lik blåstemat i Pastorius låt "Come On, Come Over".[källa behövs]

## Låtlista
1. "San Lorenzo" (Metheny/Mays) – 10:12
2. "Phase Dance" (Metheny/Mays) – 8:17
3. "Jaco" (Metheny) – 5:35
4. "Aprilwind" (Metheny) – 2:08
5. "April Joy" (Metheny) – 8:12
6. "Lone Jack" (Metheny/Mays) – 6:40

## Pat Metheny Group
- Pat Metheny – 6- & 12-strängad gitarr
- Lyle Mays – piano, Oberheim Synthesizer, autoharpa
- Mark Egan – bas
- Dan Gottlieb – trummor